# Teloché
Teloché település Franciaországban, Sarthe megyében. Lakosainak száma 3043 fő (2022. január 1.). Teloché Ruaudin, Écommoy, Brette-les-Pins, Mulsanne, Saint-Mars-d’Outillé és Laigné-Saint-Gervais községekkel határos.

## Népesség
A település népessége az elmúlt években az alábbi módon változott:
| Lakosok száma | 3044 | 3010 | 3097 | 3056 | 3056 | 3056 | 3056 | 3053 | 3043 |
|               | 2013 | 2015 | 2016 | 2017 | 2018 | 2019 | 2020 | 2021 | 2022 |